# The Final Fantasy Legend
The Final Fantasy Legend (魔界塔士 Sa・Ga, Makai Toushi Sa·Ga, littéralement Le Guerrier dans la Tour du Monde des Esprits ~ Sa·Ga) est un jeu vidéo de rôle sorti en 1989 au Japon et en 1990 aux États-Unis sur Game Boy. Il a été développé et édité par Square. C'est le premier jeu vidéo de rôle conçu pour cette plate-forme et le premier opus de la série de jeux vidéo SaGa. Il a été porté sur WonderSwan Color en 2002, puis sur différents téléphones mobiles à partir de 2007.
En décembre 2020, The Final Fantasy Legend ainsi que les deux autres jeux de la série sur Game Boy réapparaissent dans une collection pour Nintendo Switch intitulée Collection of SaGa Final Fantasy Legend,. La même compilation sort en 2021 pour ordinateurs personnels et téléphones mobiles (iOS et Android).